# Lov (1974.)
Lov, drama Televizije Zagreb iz 1974. godine.
Šimun, zaposlenik novog poljoprivrednog kombinata u sukobu je sa šefom, a primoran je raditi da bi prehranio obitelj. Melioracija zemljišta donosi promjene svakodnevnice stanovnika Doline Neretve i pri tom razara tradicionalni način života. Film je sniman u neretvanskom ambijentu, u okolici Opuzena i Metkovića.
Drama Lov nastala je iz istoimene Šešeljeve radio drame, a uz drame Vid (prema kojoj su snimljeni Liberanovi) i Zid, Lov je dio njegove radio dramske trilogije zvane Pogani Narentini.

## Glumačka postava
- Fabijan Šovagović kao Šimun
- Edo Peročević kao Božo
- Miša Janketić kao Ivan
- Mato Ergović kao Luka
- Ante Dulčić kao Mate

### Ostale uloge
- Branka Lončar kao Šimunova supruga
- Zdenko Jelčić
- Vinko Prizmić
- Niko Kovač
- Niko Pavlović
- Aco Čakić